# District d'Atalaya
Pour les articles homonymes, voir Atalaya.
Le district d'Atalaya est l'une des divisions qui composent la province de Veraguas, au Panama. En 2010, le district comptait 9 589 habitants.

## Histoire
La ville d'Atalaya a été fondée entre 1614 et 1620 par Fray Gaspar Rodriguez y Balderas, mais ce n'est que le 22 septembre 1855 qu'elle a été élevée au rang de district. Cependant, en 1892, il a été supprimé en tant que district et annexé au district de Santiago.
Ce n'est qu'en 1936, par le biais de la loi 40 du 30 décembre, que La Atalaya a été rétablie en tant que district. Le 3 avril 1937, une cérémonie a été organisée pour inaugurer le district, à laquelle le président Juan Demóstenes Arosemena était présent, et cette date est considérée comme la fondation effective du district d'Atalaya.

## Division politico-administrative
Elle se compose de cinq corregimientos :
- Atalaya
- El Barrito
- La Montañuela
- San Antonio
- La Carrillo

## Crédit d'auteurs
- (es) Cet article est partiellement ou en totalité issu de l’article de Wikipédia en espagnol intitulé « Distrito de Atalaya » (voir la liste des auteurs).